# خانقاه الواج
خانقاه الواج هي قرية في مقاطعة أرومية، إيران. عدد سكان هذه القرية هو 1,790 في سنة 2006.